# Coppa Europa di skeleton 2015
La Coppa Europa di skeleton 2015 è stata l'edizione 2014/2015 del circuito continentale europeo dello skeleton, manifestazione organizzata dalla Federazione Internazionale di Bob e Skeleton; è iniziata il 21 novembre 2014 a Lillehammer, in Norvegia, e si è conclusa il 23 gennaio 2015 a Innsbruck, in Austria. Vennero disputate sedici gare: otto per le donne e altrettante per gli uomini in cinque differenti località.
Vincitori dei trofei, conferiti agli atleti classificatisi per primi nel circuito, sono stati la statunitense Kendall Wesenberg nel singolo femminile e il russo Ruslan Sabitov in quello maschile.

## Calendario
| Località             | Data                | Donne | Uomini |
| -------------------- | ------------------- | ----- | ------ |
| Lillehammer          | 21-22 novembre 2014 | ●●    | ●●     |
| Schönau am Königssee | 28-29 novembre 2014 | ●●    | ●●     |
| Winterberg           | 6 dicembre 2014     | ●     | ●      |
| Sankt Moritz         | 15 gennaio 2015     | ●     | ●      |
| Innsbruck            | 22-23 gennaio 2015  | ●●    | ●●     |
| Totale               | Totale              | 8     | 8      |

## Risultati

### Donne
| Data             | Località             | Prime classificate            | Seconde classificate          | Terze classificate        |
| ---------------- | -------------------- | ----------------------------- | ----------------------------- | ------------------------- |
| 21 novembre 2014 | Lillehammer          | Kendall Wesenberg Stati Uniti | Kim Meylemans Belgio          | Anastasija Šlapak Russia  |
| 22 novembre 2014 | Lillehammer          | Renata Chuzina Russia         | Kim Meylemans Belgio          | Anastasija Šlapak Russia  |
| 28 novembre 2014 | Schönau am Königssee | Lanette Prediger Canada       | Carina Mair Austria           | Kimberley Bos Paesi Bassi |
| 29 novembre 2014 | Schönau am Königssee | Lanette Prediger Canada       | Carina Mair Austria           | Elisabeth Vathje Canada   |
| 6 dicembre 2014  | Winterberg           | Elisabeth Vathje Canada       | Kendall Wesenberg Stati Uniti | Renata Chuzina Russia     |
| 15 gennaio 2015  | Sankt Moritz         | Jacqueline Lölling Germania   | Kendall Wesenberg Stati Uniti | Maxi Just Germania        |
| 22 gennaio 2015  | Innsbruck            | Jacqueline Lölling Germania   | Anastasija Šlapak Russia      | Kim Meylemans Belgio      |
| 23 gennaio 2015  | Innsbruck            | Jacqueline Lölling Germania   | Maxi Just Germania            | Anna Fernstädt Germania   |

### Uomini
| Data             | Località             | Primi classificati          | Secondi classificati     | Terzi classificati       |
| ---------------- | -------------------- | --------------------------- | ------------------------ | ------------------------ |
| 21 novembre 2014 | Lillehammer          | Ruslan Sabitov Russia       | Kenny Howard Regno Unito | Vladimir Lebedev Russia  |
| 22 novembre 2014 | Lillehammer          | Ruslan Sabitov Russia       | Vladimir Lebedev Russia  | Kenny Howard Regno Unito |
| 28 novembre 2014 | Schönau am Königssee | Dave Greszczyszyn Canada    | Ruslan Sabitov Russia    | Jerry Rice Regno Unito   |
| 29 novembre 2014 | Schönau am Königssee | Dave Greszczyszyn Canada    | Ruslan Sabitov Russia    | Neven Mitev Russia       |
| 6 dicembre 2014  | Winterberg           | Fabian Küchler Germania     | Colin Domke Germania     | Kenny Howard Regno Unito |
| 15 gennaio 2015  | Sankt Moritz         | Jack Thomas Regno Unito     | Kevin Boyer Canada       | Michael Zachrau Germania |
| 22 gennaio 2015  | Innsbruck            | Martin Rosenberger Germania | Dominic Rady Germania    | Ruslan Sabitov Russia    |
| 23 gennaio 2015  | Innsbruck            | Martin Rosenberger Germania | Jerry Rice Regno Unito   | Dominic Rady Germania    |

## Classifiche

### Donne
| Pos. | Nome atleta        | Nazione     | LIL-1 | LIL-2 | KÖN-1 | KÖN-2 | WIN | STM | INN-1 | INN-2 | Punti |
| ---- | ------------------ | ----------- | ----- | ----- | ----- | ----- | --- | --- | ----- | ----- | ----- |
| 1    | Kendall Wesenberg  | Stati Uniti | 1     | 4     | 4     | 4     | 2   | 2   | 8     | 9     | 425   |
| 2    | Anastasija Šlapak  | Russia      | 3     | 3     | 5     | 9     | 8   | 5   | 2     | 4     | 385   |
| 3    | Renata Chuzina     | Russia      | 4     | 1     | 10    | 6     | 3   | 9   | 6     | 6     | 366   |
| 4    | Kimberley Bos      | Paesi Bassi | 9     | 6     | 3     | 8     | 5   | 10  | 9     | 7     | 314   |
| 5    | Gracie Clapp       | Stati Uniti | 5     | 9     | 7     | 7     | 4   | 7   | 12    | 13    | 297   |
| 6    | Fabienne Hodler    | Svizzera    | 7     | 8     | 8     | 10    | 7   | 17  | 10    | 11    | 260   |
| 7    | Alina Chafizova    | Russia      | 10    | 10    | 13    | 12    | 9   | 8   | 11    | 10    | 250   |
| 8    | Kim Meylemans      | Belgio      | 2     | 2     | -     | -     | -   | -   | 3     | 5     | 230   |
| 9    | Jacqueline Lölling | Germania    | -     | -     | -     | -     | -   | 1   | 1     | 1     | 225   |
| 10   | Johanna Balassa    | Austria     | 14    | 13    | 9     | 16    | 10  | 12  | 13    | 12    | 218   |

### Uomini
| Pos. | Nome atleta      | Nazione     | LIL-1 | LIL-2 | KÖN-1 | KÖN-2 | WIN | STM | INN-1 | INN-2 | Punti |
| ---- | ---------------- | ----------- | ----- | ----- | ----- | ----- | --- | --- | ----- | ----- | ----- |
| 1    | Ruslan Sabitov   | Russia      | 1     | 1     | 2     | 2     | 6   | 11  | 3     | 6     | 445   |
| 2    | Jerry Rice       | Regno Unito | 7     | 5     | 3     | 13    | 4   | 5   | 6     | 2     | 364   |
| 3    | Jack Thomas      | Regno Unito | 8     | 7     | 6     | 6     | 9   | 1   | 8     | 10    | 331   |
| 4    | Vladimir Lebedev | Russia      | 3     | 2     | 12    | 10    | 15  | 8   | 4     | 6     | 328   |
| 5    | Alexander Auer   | Austria     | 4     | 9     | 5     | 4     | 4   | 9   | 11    | 11    | 323   |
| 6    | Neven Mitev      | Russia      | 5     | 6     | 4     | 3     | 11  | 15  | 10    | 12    | 302   |
| 7    | Stefan Geisler   | Austria     | 16    | 17    | 17    | 9     | 10  | 4   | 9     | 4     | 256   |
| 8    | Egor Veselov     | Russia      | 6     | 4     | 10    | 15    | 14  | -   | 5     | 9     | 247   |
| 9    | James Howard     | Regno Unito | 9     | 8     | 20    | 16    | 12  | 7   | 13    | 8     | 230   |
| 10   | Kenny Howard     | Regno Unito | 2     | 3     | 18    | 14    | 3   | -   | -     | -     | 215   |